# 张高勇 (数学家)
张高勇（1962年—）是一位美国华人数学家，几何学家。

## 生平
1962年出生于重庆潼南区，1982年获得武汉钢铁学院学士学位，师从任德麟。1986年获得武汉大学理学硕士学位，继续留在武汉钢铁学院工作。1990年经由周家足介绍赴美留学，1995年获得天普大学博士学位。先后在宾夕法尼亚大学、普林斯顿高等研究院、伯克利数学研究所担任博士后，1997年进入纽约大学担任助教，2000年升任教授，现担任纽约大学科朗数学科学研究所教授。

## 荣誉
- 2007年被西南大学聘为长江学者讲座教授
- 2012年被选为美国数学学会会士。[3][4][5]